# Liudmila Bujtiarova
Liudmila Bujtiarova (translitera del cirílico ucraniano Людмила Бухтіярова (Kiev, 1970) es una botánica, algóloga, curadora, y taxónoma ucraniana. Su nombre suele encontrarse bajo la transliteración inglesa, Ludmila N. Bukhtiyarova, de donde se extrae su abreviatura en botánica, Bukht.
Desarrolla actividades académicas y científicas en el "Instituto de Ecología Evolutiva", de la Academia Nacional de Ciencias de Ucrania, Kiev.

## Algunas publicaciones
- ludmila Bukhtiyarova. 2015. Classification of uniserial striae in Bacillariophyta with bipolar frustule. Algologia 25 (2): 198–210[4]
- --------------------------, a.m. Lyakh. 2015. Functional morphology of horseshoe spot in frustule of Planothidium species (Bacillariophyta). Укр. ботан. журн. Ukr. Bot. J. 71 (2): 223-227.[5]
- --------------------------, e.v. Stanislavskaya. 2013. Psammothidium vernadskyi sp. nov. (Bacillariophyta) from the Blue Lake, East Siberia, Russia. Аlgologia 23 (1): 96–107.
- --------------------------. 2013. Morphology of new for Ukrane Bacillariophyta from the hydrotopes of Right-Bank Forest-Steepe. II. Species of Gomphonema Ehrenb. Modern Phytomorphology 3: 231-240 ISSN 2226-3063[6]
- --------------------------. 2012. Морфологічні особливості нових для України Bacillariophyta з гідротопів Правобережного Лісостепу. I. Види Gomphonema Ehrenb. (Características morfológicas nuevas en Ucrania de Bacillariofitas hidrotopiv del Bosque del banco. I. Especies Gomphonema Ehrenb.) Mod. Phytomorphol. 1: 85 – 88.
- --------------------------. 2012. Новые для Украины Bacillariophyta из гидротопов Правобережной Лесостепи. Актуальные проблемы современной альгологии (Мат. 4-й международ. конф., Киев, 23-25 мая 2012) (Nueva para Ucrania Bacillariofitas gidrotopor de la orilla derecha del bosque-de estepa. Problemas reales de algología moderna (Mat. 4 ª internacional. Conf., Kiev, 23-25 de mayo de 2012). Альгология, Suppl. 47.
- --------------------------. 2009. Frustule functions and functional morphology of Bacillariophyta. Algologia 19 (3): 321—331
- --------------------------. 2006. Additional data on the diatom genus Karayevia and a proposal to reject the genus Kolbesia. Nova Hedwigia 130: 85—96
- --------------------------, f.e. Round. 1996. Diatom Res., 11(1):1—30.
- --------------------------, -------------. 1996. Four new genera based on Achnanthes (Achnanthidium) together with a re-definition of Achnanthidium. Diatom Res. 11: 345-361.
- --------------------------. 1995. Novye taksonomischeskie kombinatsii diatomovykh vodoroslei (Bacillariophyta). [New taxonomic combinations of diatoms (Bacillariophyta)]. Algologia 5 (4): 417-424

### Libros
- ludmila Bukhtiyarova, g.v. Pomazkina. 2013. Bacillariophyta of Lake Baikal. V. 1. Genera Baikalia, Slavia, Navigeia, Placogeia, Grachevia, Goldfishia, Nadiya, Cymbelgeia.] 190 p. + 77 planchas ISBN 9786663971842[7]
- --------------------------. 1999. Diatoms of Ukraine: Inland Waters. Ed. National Academy of Sciences of Ukraine, 133 p. ISBN 9660212534, ISBN 9789660212534